# Zdzisław Myrda
Zdzisław Myrda, né le 29 janvier 1951 à Siedliska en Pologne et mort le 6 juillet 2020, est un joueur et entraîneur polonais de basket-ball. Il évolue durant sa carrière au poste de pivot.

## Palmarès
- Coupe de Pologne 1974